# قنطريون أوضح
القنطريون الأوضح واسمه العلمي (باللاتينية: Centaurea hololeuca) نوع نباتي ينتمي إلى جنس القنطريون من الفصيلة النجمية.

## الموئل والانتشار
موطنه بلاد الشام.